# Syzygium bubengense
Syzygium bubengense là một loài thực vật có hoa trong Họ Đào kim nương. Loài này được C.Chen mô tả khoa học đầu tiên năm 2006.